# Robert Jungk
Robert Jungk (né le 11 mai 1913 à Berlin ; mort le 14 juillet 1994 à Salzbourg) est un écrivain et journaliste allemand naturalisé autrichien. Robert Jungk est récipiendaire du Prix Nobel alternatif en 1986.

## Biographie
Jungk est né dans une famille juive de Berlin. Du fait de sa participation à l’opposition au parti Nazi, il est arrêté à la suite de l’incendie du Reichstag, puis libéré. Il émigre à Paris en 1933, où il réalise des films documentaires et étudie à la Sorbonne. Il vit à Prague en 1936-1938, où il publie un journal anti-fasciste. Il fuit vers la Suisse lorsque les Nazis envahissent l’Autriche et y séjourne jusqu’à la fin de la guerre. Ensuite, en tant que journaliste indépendant, il travaille pour différents journaux, dont The Observer de Londres pour lequel il sera reporteur au procès de Nuremberg. En 1947, il assiste à Londres à la séance inaugurale de l’ONU, puis à la Conférence des Quatre à Paris. 
Durant les années 1950, il explore les thèmes qui l’occuperont le reste de son existence : le futur, la paix et l’opposition au nucléaire. Son premier livre est intitulé Le futur a déjà commencé et en 1953 il a créé le premier Institut pour les recherches sur le futur.
En 1952, il a un fils, Peter Stephan Jungk.
En 1954, il publie Plus clair que mille soleils, le destin des atomistes. Ce livre est la première publication racontant l’histoire du Projet Manhattan et du projet allemand de bombe atomique. Il étudie la fabrication et le lancement de la bombe atomique à partir du témoignage des physiciens atomiques. Cet ouvrage s’appuie en effet sur de nombreuses interviews des personnes ayant joué un grand rôle dans la construction et le déploiement de la Bombe. Son titre est inspiré par le verset du Bhagavadgîta, poème sacré des Hindous, que Robert Oppenheimer s’est remémoré en juillet 1945, lors de Trinity, le premier essai atomique de l’histoire (voir p. 179 de l’édition française).
De 1956 à 1957, il mène un travail d'enquêtes à Hiroshima, qui donneront Vivre à Hiroshima publié en 1958.
Durant les années 1960, il travaille avec Bertrand Russell sur des campagnes anti-nucléaires et avec Johan Galtung, il est le cofondateur de la Conférence internationale sur le Futurisme en 1967, de laquelle sortira la Fédération mondiale pour la recherche sur le futur (World Futures Studies Federation). Il fut un des artisans du Congrès de Futurologie de Kyoto en 1970. 
Il commence ensuite à développer les ateliers de l’avenir, dans lesquels les personnes peuvent envisager un futur désirable et les moyens de le réaliser, et qui constituent un moyen pour eux de reprendre du pouvoir sur leur existence. Il expose ses idées et la démarche des ateliers dans son livre Pari sur l’homme, ce qui lui vaut dès lors le surnom de « professeur en imagination ». 
En 1977, il publie L’État atomique, les retombées politiques du développement nucléaire qui a figuré pendant près d’un an sur la liste des meilleures ventes de livres de l’Allemagne fédérale.
En 1987, il créa à Salzbourg la Bibliothèque internationale du futur (Internationale Bibliothek für Zukunftsfragen), la première bibliothèque publique dédiée au futur. Après sa mort en juillet 1994, cet établissement a poursuivi son œuvre, notamment grâce à la publication du bulletin Pour le futur (Pro Zukunft).
En 1986, Robert Jungk est récipiendaire du Prix Nobel alternatif, « pour sa lutte infatigable en faveur de la paix, des alternatives sensés pour le futur et de la prise de conscience écologiste ».
En 1992, il est candidat malheureux à l'élection présidentielle de l’Autriche pour le Parti Vert.

## Citation
« Les réseaux alternatifs, semis d'une culture nouvelle, ont connu une croissance dans tous les pays industrialisés au cours des dernières décennies. Leurs membres ne sont pas en attente pour le grand jour du changement soudain. On commence ici et maintenant à construire des modèles convaincants de l'existence pacifique. Ces groupes d'entraide s'aident non seulement eux-mêmes, mais ils donnent de l'espoir à beaucoup d'autres. Dans une époque de crises, des gens qui peuvent offrir des solutions possibles ont considérablement augmenté les chances d'influencer le cours des événements »

— Robert Jungk, Discours d'acceptation du prix Nobel alternatif, le 9 décembre 1986

## Œuvres
Les ouvrages de Robert Jungk traduits en français n’ont pas fait l’objet de rééditions. Plusieurs d'entre eux, par la nature des d'enquêtes menées, constituent pourtant des ouvrages de témoignage importants.
- Le futur a déjà commencé, traduction Henri Daussy, éd. Arthaud, 1954. (BNF 32294845)
- Plus clair que mille soleils, le destin des atomistes, traduction Monique Bittebierre, éd. Arthaud, 1958. (BNF 32294846)[1]
- Vivre à Hiroshima, traduction Monique Bittebierre, éd. Arthaud, 1961. (BNF 33059568)[2]
- Le CERN, une internationale de savants, traduction de Jacques Chavy, éd. du Seuil, 1968. (BNF 33059567)
- Pari sur l’homme, l’optimisme comme défi, traduction d'André Kédros, éd. Robert Laffont, 1974. (BNF 35381784)
- L’État atomique, les retombées politiques du développement nucléaire, Robert Laffont, 1977.

### Autres sources
- (en) « Robert Jungk, futurist and social inventor », in :Revue en ligne de, sur globalideasbank.org, Global Ideas Bank's, 2010 (consulté le 24 février 2010)